# Fekete amur
A fekete amur (Mylopharyngodon piceus) a sugarasúszójú halak (Actinopterygii) osztályának pontyalakúak (Cypriniformes) rendjébe, ezen belül a pontyfélék (Cyprinidae) családjába tartozó faj.
Nemének egyetlen faja.

## Előfordulása
A fekete amur lassú folyású, mély, iszapos vagy homokos medrű folyókban és tavakban él, Kína és Tajvan területén, ritkábban az Amur vidékén. A déli Volga-környékre, és a Fekete-tenger északi felének folyóiba (Dnyeszter, Dnyeper) betelepítették. Ily módon, más halakkal, került a Duna völgyébe (Magyarország, Románia).
Több helyre is, ahová betelepítették, károsnak bizonyult. Emellett ipari mértékű a halászata. Tenyésztik is.

## Megjelenése
A hal teste erősen nyújtott, a fejes domolykóra emlékeztető, orra tömpe, az orrnyílások között kivágott. Szája gyengén alsó állású, bajuszszálak nélkül. Szemei kicsinyek. Hasoldala lekerekített. Pikkelyei nagyok, 39-42 a teljes oldalvonal mentén. Hátúszója 9, farok alatti úszója 10 sugarú; minden úszósugara puha, hajlékony, nem csontosodott el. Garatfogai egy-két sorosak, 4-5 vagy 1,4-4,1, erős őrlőfogakká fejlődtek. Háta sötét, csaknem fekete; oldalai csak kevéssel világosabbak; hasa piszkosfehér, gyenge ezüstös csillogással. Valamennyi úszója sötétszürke. Az átlagos testhossza 12,2-91,5 centiméter között van, azonban elérheti 180 centiméteres hosszt és a 35 kilogrammos testtömeget is.

## Életmódja
A fekete amurt, mint „fekete növényevő halat” Európába is betelepítették. Ennek ellenére a hal csigákkal táplálkozik (különösen a Viviparus nembeli fiallócsiga-fajokkal), házukat erős garatfogaival őrli meg. Akár 30 méteres mélységekben is megtalálható. Legfeljebb 13 évig élhet.

## Szaporodása
Az ívni készülő felnőtt hal, tavasszal és kora nyáron a sebes folyású szakaszokba úszik, és ott rakja le ikráit; melyek aztán szabadon sodrodnak.